# XL Bermuda Open 2003
L'XL Bermuda Open 2003 è stato un torneo di tennis facente parte della categoria ATP Challenger Series nell'ambito dell'ATP Challenger Series 2003. Il torneo si è giocato a Paget in Bermuda dal 14 al 20 aprile 2003 su campi in terra verde.

## Vincitori

### Singolare
Flávio Saretta ha battuto in finale  Nicolás Massú con il punteggio di 6–1, 6–4

### Doppio
Robert Kendrick /  Mark Merklein hanno battuto in finale  Ashley Fisher /  Andrew Kratzmann che si sono ritirati sul punteggio di 6–3, 3-1